# Elecciones municipales de 2023 en Anchuelo
Las elecciones municipales de 2023 se celebrarán en Anchuelo el domingo 28 de mayo, de acuerdo con el Real Decreto de convocatoria de elecciones locales en España dispuesto el 3 de abril de 2023 y publicado en el Boletín Oficial del Estado el 4 de abril. Se elegirán los 9 concejales del pleno del Ayuntamiento de Anchuelo, a través de un sistema proporcional (método d'Hondt), con listas cerradas y un umbral electoral del 5 %.

## Candidaturas
| Candidatura | Candidatura | Candidatura                       | Integrantes                                                               | Candidato/a | Candidato/a               | Resultado previo | Resultado previo |
| Candidatura | Candidatura | Candidatura                       | Integrantes                                                               | Candidato/a | Candidato/a               | Votos (%)        | Escaños          |
| ----------- | ----------- | --------------------------------- | ------------------------------------------------------------------------- | ----------- | ------------------------- | ---------------- | ---------------- |
|             |             | PP                                | ListaPartido Popular (PP)                                                 |             | Javier Doncel Fernández   | 48,33%           | 5                |
|             |             | Partido Socialista Obrero Español | ListaPartido Socialista Obrero Español de la Comunidad de Madrid (PSOE-M) |             | Pablo Reyero Trapiello    | 15,47%           | 1                |
|             |             | VOX                               | ListaVOX                                                                  |             | Juan Pedro Gálvez Delgado | Nuevo            |                  |

## Resultados
Los resultados completos correspondientes al escrutinio definitivo se detallan a continuación:
|  | 54,63 % |

|  | 30,19 % |

|  | 12,77 % |

|  | 2,39 % |

|  | 66,53 % |

En la votación de investidura, celebrada el 17 de junio de 2023, el candidato del Partido Popular, Javier Doncel Fernández, resultó elegido alcalde de Anchuelo por mayoría absoluta; con los votos de los 5 concejales de su partido político.
| Candidato/a               | Partido | Votos | Alcalde                 |
| ------------------------- | ------- | ----- | ----------------------- |
| Javier Doncel Fernández   | PP      | 5     | Javier Doncel Fernández |
| Pablo Reyero Trapiello    | PSOE-M  | 3     | Javier Doncel Fernández |
| Juan Pedro Gálvez Delgado | Vox     | 1     | Javier Doncel Fernández |
| Total                     | Total   | 9     | Javier Doncel Fernández |

## Concejales electos
Relación de concejales electos:
| N.º | Nombre                           | Lista | Lista |
| --- | -------------------------------- | ----- | ----- |
| 1   | Javier Doncel Fernández          |       | PP    |
| 2   | Pablo Reyero Trapiello           |       | PSOE  |
| 3   | Antonio Sánchez Huete            |       | PP    |
| 4   | Jorge Díaz Flores                |       | PP    |
| 5   | Pablo Antonio Rodríguez Martínez |       | PSOE  |
| 6   | Montserrat Alarcón Alen          |       | PP    |
| 7   | Juan Pedro Gálvez Delgado        |       | VOX   |
| 8   | Gladys Sharon Murguía Cortés     |       | PP    |
| 9   | Susana Peinado del Prado         |       | PSOE  |